# 팡 나 샤파
팡 나 샤파(브라질 포르투갈어: pão na chapa)는 브라질의 구운 빵 요리이다. 상파울루에서 메지아 등 커피 음료와 함께 아침으로 먹는 음식이다.

## 이름
포르투갈어 "팡 나 샤파(pão na chapa)"는 "구이판 위의 빵"이라는 뜻이다. "팡(pão)"은 한국어 "빵"을 뜻하며, 한국어 "빵"의 어원이기도 한 낱말이다. "나(na)"는 "~안/위의"를 뜻하는 전치사 "잉(em)"과 여성형 정관사 "아(a)"가 합쳐진 낱말이다. "샤파(chapa)"는 "구이판"을 뜻한다.

## 만들기
팡 프란세스(프랑스빵)를 반 갈라, 가른 면에 버터나 마가린을 듬뿍 바르고, 구이판에 올린 다음 무거운 물체로 눌러 구운 면이 바삭바삭해질 때까지 굽는다. 버터 외에 헤케이장이나 다른 치즈를 바르거나 얹어 굽기도 하며, 베이컨이나 링구이사 등을 얹어 굽기도 한다.

## 사진

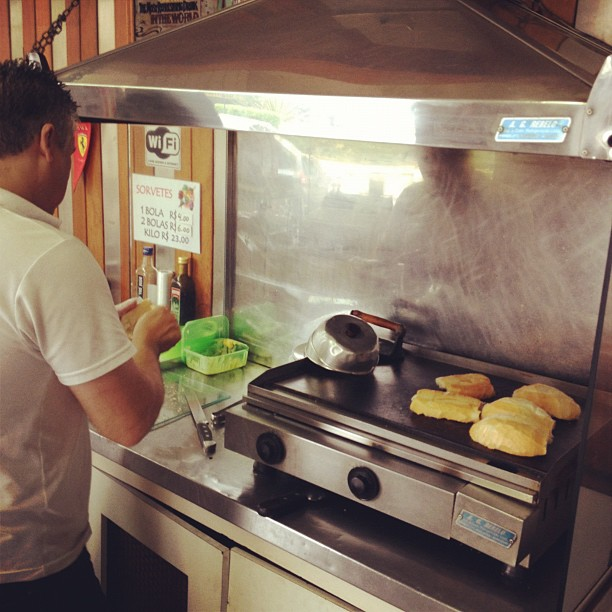
팡 나 샤파를 굽는 모습

## 같이 보기
- 토스타다